# Estación de Ibiza
Ibiza es una estación de la línea 9 del Metro de Madrid (España) situada bajo la calle homónima en el distrito de Retiro.

## Historia
La estación se abrió al público el 24 de febrero de 1986 con el primer tramo central de la línea que unió los ya existentes. Es la única estación de este tramo sin enlace.
El acceso a la estación queda a unos 200 m del Parque del Retiro.

## Accesos
Vestíbulo Ibiza
- Ibiza Calle de Ibiza, 4-7 (semiesquina calle de Lope de Rueda)

## Líneas y conexiones

### Metro
| << cabecera   | < estación          | Línea | estación >       | cabecera >>                                         |
| ------------- | ------------------- | ----- | ---------------- | --------------------------------------------------- |
| Paco de Lucía | Príncipe de Vergara |       | Sainz de Baranda | Arganda del Rey Cambio de tren en Puerta de Arganda |

### Autobuses
| Diurnos   |                               |                                      |
| Línea     | Destino                       | Parada                               |
| 20        | Pavones                       | 814 MENÉNDEZ PELAYO-SÁINZ DE BARANDA |
| 152       | Méndez Álvaro                 | 814 MENÉNDEZ PELAYO-SÁINZ DE BARANDA |
| 20        | Sol / Sevilla                 | 815 MENÉNDEZ PELAYO-SÁINZ DE BARANDA |
| 152       | Avenida de Felipe II          | 815 MENÉNDEZ PELAYO-SÁINZ DE BARANDA |
| 2         | Plaza de Manuel Becerra       | 2156 NARVÁEZ-IBIZA                   |
| 15        | La Elipa                      | 2156 NARVÁEZ-IBIZA                   |
| 26        | Plaza de Tirso de Molina      | 2156 NARVÁEZ-IBIZA                   |
| 61        | Narváez                       | 2156 NARVÁEZ-IBIZA                   |
| 63        | Barrio de Santa Eugenia       | 2156 NARVÁEZ-IBIZA                   |
| 215       | Parque de Roma                | 2156 NARVÁEZ-IBIZA                   |
| C1        | Circular 1 (> Embajadores)    | 2156 NARVÁEZ-IBIZA                   |
| 2         | Avenida de la Reina Victoria  | 2157 NARVÁEZ-IBIZA                   |
| 15        | Sol / Sevilla                 | 2157 NARVÁEZ-IBIZA                   |
| 26        | Diego de León                 | 2157 NARVÁEZ-IBIZA                   |
| 61        | Moncloa                       | 2157 NARVÁEZ-IBIZA                   |
| 63        | Avenida de Felipe II          | 2157 NARVÁEZ-IBIZA                   |
| 215       | Avenida de Felipe II          | 2157 NARVÁEZ-IBIZA                   |
| C2        | Circular 2 (> Cuatro Caminos) | 2157 NARVÁEZ-IBIZA                   |
| Nocturnos |                               |                                      |
| Línea     | Destino                       | Parada                               |
| N8        | Pavones                       | 196 MENÉNDEZ PELAYO-SÁINZ DE BARANDA |
| N8        | Plaza de Cibeles              | 197 IBIZA-NARVÁEZ                    |